# Beerbongs & Bentleys
Beerbongs & Bentleys è il secondo album in studio del cantante statunitense Post Malone, pubblicato il 27 aprile 2018 da Republic Records.
L'album è stato certificato disco di platino (1.000.000 di copie vendute) negli Stati Uniti a meno di 24 ore dall'uscita.

## Tracce
1. Paranoid – 3:44
2. Spoil My Night (feat. Swae Lee) – 3:27
3. Rich & Sad – 3:23
4. Zack and Codeine – 3:23
5. Takin' Shots – 3:37
6. Rockstar (feat. 21 Savage) – 3:37
7. Over Now – 4:07
8. Psycho (feat. Ty Dolla Sign) – 3:41
9. Better Now – 3:50
10. Ball for Me (feat. Nicki Minaj) – 3:27
11. Otherside – 3:48
12. Stay – 3:28
13. Blame It on Me – 4:22
14. Same Bitches (feat. G-Eazy & YG) – 4:22
15. Jonestown (Interlude) – 1:51
16. 92 Explorer – 3:32
17. Candy Paint – 3:49
18. Sugar Wraith – 3:47

## Classifiche

### Classifiche di fine anno
| Classifica (2019) | Posizione |
| ----------------- | --------- |
| Estonia           | 8         |
| Classifica (2021) | Posizione |
| Canada            | 33        |
| Islanda           | 91        |
| Stati Uniti       | 50        |
| Classifica (2022) | Posizione |
| Australia         | 69        |
| Danimarca         | 74        |

### Classifiche di fine secolo
| Classifica (2000-2024) | Posizione |
| ---------------------- | --------- |
| Stati Uniti            | 12        |